# Vrbljani
Vrbljani su naseljeno mjesto u općini Konjic, Federacija Bosne i Hercegovine, BiH.
Nalazi se sjeverno od Konjica.

## Stanovništvo

### 1991.
Nacionalni sastav stanovništva 1991. godine, bio je sljedeći:
ukupno: 127
- Muslimani – 127

### 2013.
Nacionalni sastav stanovništva 2013. godine, bio je sljedeći:
ukupno: 63
- Bošnjaci – 63

## Vanjske poveznice
- Satelitska snimka  Arhivirana inačica izvorne stranice od 25. studenoga 2020. (Wayback Machine)